# 오자키 호쓰미
오자키 호쓰미(일본어: 尾崎 秀実, 1901년 4월 29일 ~ 1944년 11월 7일)는 일본의 언론인이다. 아사히 신문에서 근무하였으며, 공산주의자였다. 총리 고노에 후미마로의 자문역이었으며, 소련의 정보요원이자 리하르트 조르게의 정보원이었다. 1941년 10월 간첩 혐의로 체포되었으며, 1944년 11월 7일 외환죄로 처형되었다. 오자키는 감옥에서 아내와 딸에게 편지를 썼는데, 사후인 1946년 《사랑은 별들의 소나기와 같다》(愛情はふる星のごとく : 獄中通信)라는 제목으로 출간되어 베스트셀러가 되었다.

## 생애
오자키는 지금의 기후현 시라카와에서 태어나 그가 어렸을 때 타이완으로 이주하여 거기에서 성장하였다. 1922년 일본에 돌아와서 도쿄 제국대학 법학과에 입학하였다. 그러나 그는 1925년 일본 공산당의 활동에 참여하여 졸업하지 않았다. 1926년 그는 마이니치 신문사에 입사하여 소련의 정치지도자 블라디미르 레닌과 이오시프 스탈린에 대한 글을 썼다. 그 다음해에는 오사카 마이니치 신문으로 전직하였다.
1928년 11월부터 오자키는 중국 상해로 특파되어 중국 공산당의 당원들 그리고 상해에 있던 코민테른의 지도자들과 접촉하였다. 그는 3년동안 상해에 머물렀는데 이때 리하르트 조르게에서 소개되었다. 1934년 그는 일본 동경으로 돌아왔다. 1937년 그는 고토 류노스케에게 소개를 받아 고노에 후미마로 수상이 설립한 씽크 탱크인 쇼와 겐규카이에 들어갔다. 1938년부터 그는 고노에 수상으로부터 자신의 내부조직인 '조찬 클럽'에 들어올 것을 초대받았다. 그는 1941년 10월 6일 열려 미국과의 전쟁을 피할 수 없다고 결론을 내린 어전회의를 비판하였다.
1941년 10월 15일 그는 리하르트 조르게 사건과 관련하여 체포되었고, 조사 중에 그가 조르게와 함께 일하였으며, 일본에 돌아 온 후 고노에 수상과 일본의 거물 정치인들과 친분을 이용하여 정보 및 비밀문서를 전달하였다는 것이 드러났다. 그는 1944년 11월 7일 처형되었다.

## 사상
오자키는 체포 후 검사진문조서에서 다음과 같은 말을 남겼다.
| “ | 이 후의 지구전에 있어서 일본은 본래부터 경제가 취약하고, 지나사변에 지나치게 많은 소모가 있어 치명적인 일이 벌어질 것이라고 생각했습니다. 일본은 그러한 파국에 의해 불필요한 희생을 치르지 않고 기사회생하기 위해서, 그리고 영국과 미국에 일시적으로 압도되지 않기 위해서 할 수 있는 유일한 일은 소련과 제휴하여 원조를 받아 일본사회경제의 근본적인 변화를 일으키고, 사회주의 국가로써 일본을 확고히 건설해 나가야 합니다 | ” |

오자키는 소련을 종주국으로 중국과 일본, 삼자가 긴밀한 제휴를 이루는 것이 미국과의 전면전을 대신할 수 있는 방법이라고 생각하였다. 또한 이후 서양 열강으로부터 해방된 인도, 버마, 타이, 인도네시아, 인도차이나, 필리핀 모든 민족을 하나의 민족공동체로 하여 중심을 이루는 소련, 중국, 일본과 연합하는 것이 필요하다고 생각하였다. 또한 민족 공동체로서 몽골, 회교, 조선, 만주 민족도 참여할 수 있다고 생각하였다. 즉 공산주의를 이념으로한 세계 공산주의 대동사회를 위해서 현재의 대동아공영권에 몰두 하는 것이 옳지 않으며, 중국을 따라 사회주의국가로 일본을 개조하는 것이 필요하다고 생각하였다.

## 같이 보기
- 아사히 신문
- 공산주의
- 고노에 후미마로
- 고노에 상주문
- 코민테른
- 쇄빙선 이론
- 소련
- 조르게 사건
- 조르게 첩보단
- 조찬회
- 중일 전쟁
- 동아협동체론
- 트라우트만 화평공작